# Seznam akvitánských vévodů

Francie pol. 12. století – Akvitánské vévodství a doména Plantagenetů na evropské pevnině

Titul vévodů z Akvitánie se sporadicky objevuje již v druhé polovině 7. století, kdy se akvitánské šlechtě dařilo v době oslabení Franské říše za posledních Merovejovců prosadit určitý stupeň nezávislosti až k titulu krále v osobě Ody (†735), který musel odolávat muslimskému vpádu i stále posilujícímu rodu Karolingů, kteří zastávali prestižní funkci franských majordomů. Jejich úsilí o omezení suverenity Akvitánie skončilo až za císaře Karla Velikého, který domácí vládnoucí rod definitivně porazil a kdy bylo ponecháno územní rozdělení na hrabství, královský titul zůstával v rodě Karlovců a titul akvitánských vévodů byl obnoven jen příležitostně a jako prestižní přecházel střídavě do rukou několika západofranských rodů. Před polovinou 10. století ho dědičně získali Ramnulfovci, hrabata z Poitou (někdy uváděni jako rod z Poitiers), kteří od poloviny 11. století drželi dědičně i titul vévodů gaskoňských
Sňatkem Eleonory Akvitánské roku 1152 s Jindřichem II. z rodu Planagenetů a pozdějším králem Anglie přešlo toto území pod tento rod a došlo k vytvoření personální a rodové unie tvořené anglickou korunou, vévodstvím Akvitánie, Normandie a hrabstvím Anjou, moderně zvané též Anjouovská říše.
Rozpad tohoto panství nastal počátkem 13. století, kdy anglický král Jan Bezzemek přišel o značnou část severního teritoria ve Francii, které mu francouzský král Filip II. August jako svému vazalovi odebral a obsadil. Po porážce u Bouvines roku 1216, kterou zde obdržel od francouzského krále jeho spojenec Ota IV. Brunšvický, přišel i o další provincie a jeho nástupce Jindřich III. Plantagenet již ovládal pouze jihovýchodní části Akvitánie a Gaskoňska.
Titul akvitánských vévodů se v anglickém královském rodě udržel až do konce Stoleté války, ve Francii se od poloviny 13. století vžil pro toto území název Guyenne.

## Akvitánští vévodové

### 7. až 9. století

znak Akvitánského vévodství

| jméno                 | doba vlády                    | poznámky                                                                                  |
| --------------------- | ----------------------------- | ----------------------------------------------------------------------------------------- |
| Felix                 | cca 660–670/676               | zřejmě galorománský šlechtic z Toulouse a správce Akvitánie                               |
| Lupus                 | cca 670/676 – poč. 8. století | baskický šlechtic, údajný syn dcery Karlovce Chariberta II., oponent předchozího          |
| Odo                   | cca 700–735                   | ovládal i Gaskoňské vévodství , prováděl samostatnou politiku                             |
| Hunoald               | 735–744                       | syn předchozího, poražen Franky, abdikoval                                                |
| Waiofar               | 745–768                       | syn předchozího, zavražděn nebo padl v bitvě s Franky                                     |
| Hunoald II.           | 768–769                       | syn předchozího nebo opět Hunoald I., uvězněn Karlem Velikým                              |
|                       |                               |                                                                                           |
| Wilhelmidi (Gellones) |                               |                                                                                           |
| Vilém Svatý           | 790–806                       | hraběte z Toulouse a markýz ze Septimánie držel formální titul vév. Akvitánie a Gaskoňska |

### 9. a 10. století

znak rodu Ramnulfovců

| jméno                 | doba vlády  | poznámky                                                                                      |
| --------------------- | ----------- | --------------------------------------------------------------------------------------------- |
| Ramnulfovci           |             |                                                                                               |
| Ramnulf               | 852–866     | od r. 839 hrabě z Poitou (†866)                                                               |
| Ramnulf II.           | 887–890     | syn předchozího, od r. 877 hrabě z Poitou, od roku 888 se tituloval akvitánským králem (†890) |
| Ramnulf III.          | 890–891     | syn předchozího (†891)                                                                        |
| Ebalus                | 890–892     | nelegitimní syn předchozího (†935), Poitou obsadil Adémar, hrabě z Angoulême                  |
|                       |             |                                                                                               |
| Wilhelmidi (Gellones) |             |                                                                                               |
| Vilém I.              | 893/909–918 | hrabě z Auvergne (†918)                                                                       |
|                       |             |                                                                                               |
| Bellonides            |             |                                                                                               |
| Vilém II.             | 918–926     | synovec předchozího, hrabě z Auvergne (†926)                                                  |
| Acfred                | 926–927     | bratr předchozího, hrabě z Auvergne (†927)                                                    |
|                       |             |                                                                                               |
| Ramnulfovci           |             |                                                                                               |
| Ebalus                | 927–932/934 | (†935), hrabě z Poitou – opět                                                                 |

### sporné obdobé 932 až 959
| jméno          | doba vlády               | poznámky |
| -------------- | ------------------------ | --- |
| Rod z Rouergue |                          | |
| Raimond Pons   | 932/934 – mezi 944 a 969 | hrabě z Toulouse, r. 932/934 titul uznán králem Rudolfem Burgundským, nejpozději po smrti Huga Velikého r. 956 držel titul spíše formálně. |
|                |                          | |
| Ramnulfovci    |                          | |
| Vilém III.     | 935/959–963              | (†963), hrabě z Poitou – formálně obdržel titul až 957 resp. 959                                                                           |

### 10. až 13. století

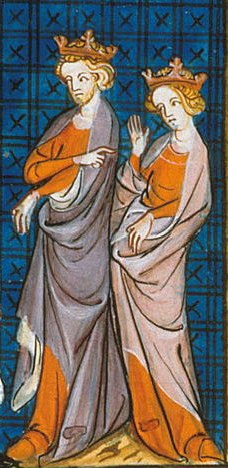
Jindřich II. Plantagenet a Eleonora Akvitánská

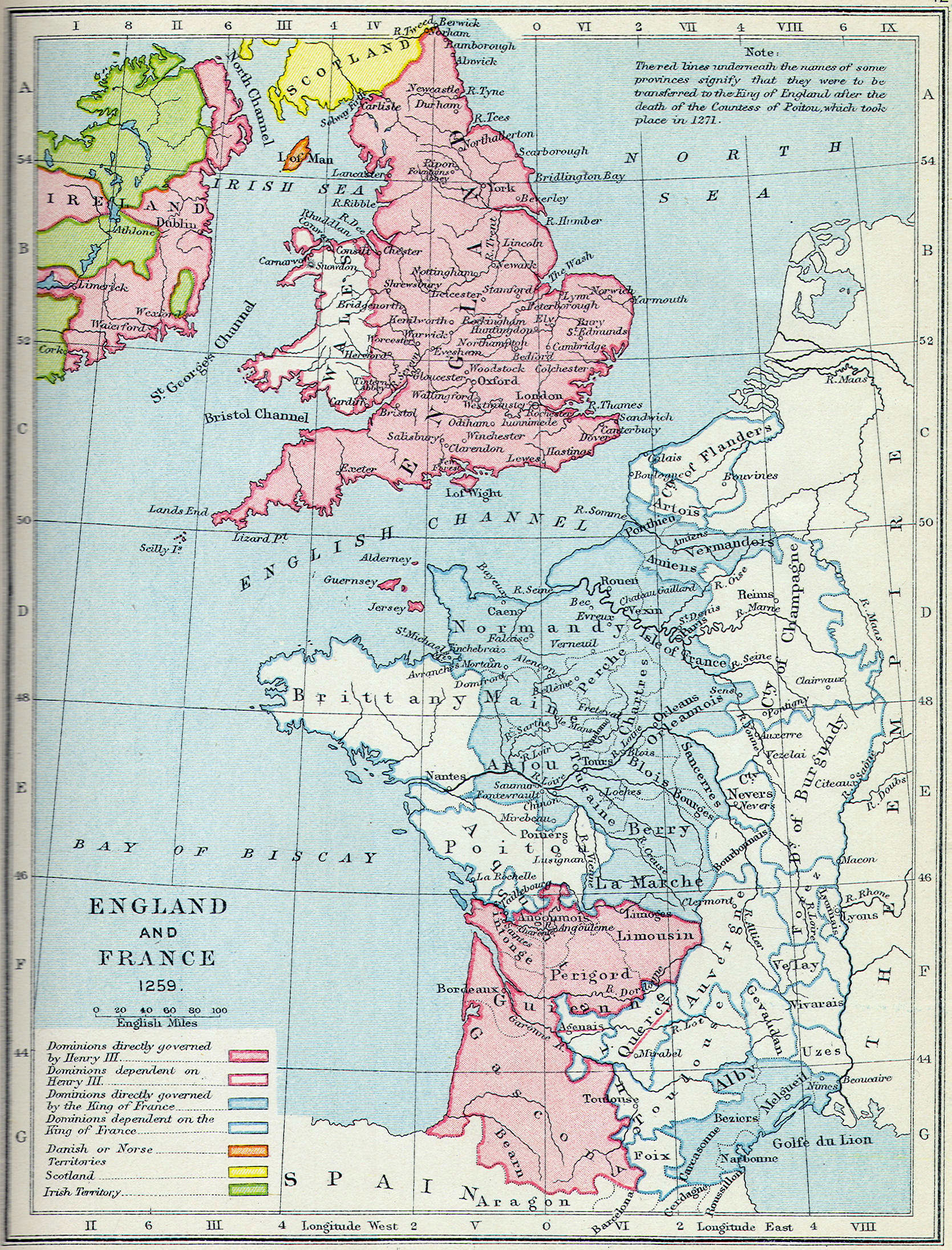
Rozsah anglického panství ve Francii po podepsání Pařížské smlouvy z roku 1259.

| jméno                                       | doba vlády | poznámky |
| ------------------------------------------- | ---------- | --- |
| Ramnulfovci                                 |            | |
| Vilém IV.                                   | 962–995    | (†995), syn Viléma III., hrabě z Poitou, od r. 990 žil v klášteře |
| Vilém V.                                    | 995–1030   | (†1030), syn předchozího, hrabě z Poitou |
| Vilém VI.                                   | 1030–1038  | (†1038), syn předchozího, hrabě z Poitou |
| Odo                                         | 1038–1039  | (†1039), bratr předchozího, od 1032 vévoda gaskoňský, hrabě z Poitou |
| Vilém VII.                                  | 1039–1058  | (†1058), bratr předchozího, hrabě z Poitou |
| Vilém VIII.                                 | 1058–1086  | (†1086), bratr předchozího, hrabě z Poitou, od 1052 titulární vévoda gaskoňský, od 1063 i faktický |
| Vilém IX.                                   | 1086–1126  | (†1126), syn předchozího, vévoda gaskoňský a hrabě z Poitou |
| Vilém X.                                    | 1126–1137  | (†1137), syn předchozího, vévoda gaskoňský a hrabě z Poitou |
| Eleonora                                    | 1137–1204  | (†1204), dcera předchozího, vévodkyně gaskoňská a hraběnka z Poitou, francouzská královna 1137 – 1152, od 1152 manželka Jindřicha II., od r. 1154 anglický král. Její 1. manžel Ludvík VII. byl jejím spoluvládcem 1137 – 1152, druhý manžel Jindřich II. do roku 1189. |
|                                             |            | |
| Plantageneti                                |            | |
| Richard I. Lví srdce                        | 1169–1199  | (†1199), syn Eleonory a Jindřicha II., nominálně vévodou akvitánským od 1169 nebo 1172, od 1189 král Anglie, v letech 1196–1198 propůjčil titul vévody akvitánského Otu IV. Welfovi.                                                                                    |
| Jan I. Bezzemek                             | 1199–1216  | (†1216), syn Eleonory a Jindřicha II., od 1199 král Anglie, ve válce s Francií ztratil téměř veškeré vazalské francouzské državy. |
| Jindřich III. král anglický(I. v Akvitánii) | 1116–1272  | (†1272), syn Eleonory a Jindřicha II., od 1199 král Anglie, roku 1259 v rámci Pařížské smlouvy obdržel zpět některé državy na jihozápadě Francie. |

### Akvitánie jakovévodství Guyenne
| jméno                       | doba vlády     | poznámky                                                           |
| --------------------------- | -------------- | ------------------------------------------------------------------ |
| Plantageneti                |                |                                                                    |
| Eduard I.                   | 1272–1307      | (†1307), syn Jindřicha III.                                        |
| Eduard II.                  | 1307–1327      | (†1327), syn předchozího                                           |
| Eduard III.                 | 1327–1362      | (†1377), syn předchozího                                           |
| Eduard z Woodstocku         | 1362–1372/1375 | (†1376), syn předchozího, princ z Walesu                           |
| Eduard III.                 | 1372/1375–1377 | (†1377), znovu                                                     |
| Richard II.                 | 1377–1390      | (†1400), vnuk předchozího, syn Eduarda z Woodstocku, anglický král |
| Jan z Gentu                 | 1390–1399      | (†1399), 3. syn Eduarda III., vévoda z Lancasteru                  |
| Jindřich z Bolingbroke      | 1399–1400      | (†1413), syn předchozího, od 1399 král Anglie jako Jindřich IV.    |
| Jindřich V.                 | 1400–1422      | (†1422), syn předchozího, od 1413 král Anglie jako Jindřich V.     |
| Jindřich VI., král anglický | 1422–1453      | (†1471), syn předchozího, od 1422 král Anglie jako Jindřich VI.    |

červená: území kontrolovaná ang. králem Eduardem III.
růžová: rozšíření anglického panství ve Francii po mírové smlouvě z Brétigny roku 1360

Roku 1453 zůstalo z francouzských panství Anglii pouze Calais, v kapetovském rodě se příležitostně uděloval titul vévodů z Guyenne, jako apanáž princů, s historickou Akvitánií to však nesouviselo.